# Phreatia microphyton
Phreatia microphyton är en orkidéart som beskrevs av Rudolf Schlechter. Phreatia microphyton ingår i släktet Phreatia och familjen orkidéer. Inga underarter finns listade i Catalogue of Life.